# Будова
Будо́ва — сукупність будівель та споруд, об'єктів будівництва, розширення та реконструкція яких зазвичай здійснюється за єдиною проектно-кошторисною документацією зі зведеним кошторисним розрахунком вартості будівництва, на які у встановленому порядку затверджується титул будови.